# DigiKam
digiKam je pokročilý, ale jednoduchý správce digitálních fotek. Je postaven na prostředí KDE. Podporuje všechny dnes převažující grafické formáty, které se používají pro fotografie. Dokáže organizovat kolekce fotografií v albech (složky) podle data nebo pomocí metadata (tagy). Také můžete přidat komentář, hodnocení fotky. Program umožňuje export alb na Flickr, vypálit na CD, vytvořit webovou galerii a jiné způsoby.
Digikam dokáže odstranit červené oči, použít filtry, vyvážit (opravit) barvy a jiné speciální efekty. Digikam také dokáže importovat fotky z fotoaparátu. Fotky je možné prohlížet, stahovat do počítače, mazat (ve fotoaparátu).
Ve verzi 0.9.x by měly být funkce jako synchronizace, nahrávání fotek na iPod, pokročilý editor metadat, lepší podpora pro formát raw a další efekty pro obrázky.
Jádro vývojového týmu digiKamu tvoří Gilles Caulier, Marcel Wiesweg a Francisco J. Cruz. Mezi další členy týmu patří Achim Bohnet, Gerhard Kulzer a Fabien. Více informací.
DigiKam je momentálně udržovaný v Extragear KDE.

## Vlastnosti
Vlastnosti v digiKam verze 0.8.x:
- Podporované kamery připojované přes tyto technologie:
  - Sériové připojení
  - USB připojení
  - USB/IEEE Mass storage připojení (připojení jako disk)
- Organizace fotek v albech a sub-albech.
- Komentáře pro alba
- Štítek pro každé album
- Alba mohou být rozřazeny do uživatelem definovaných kategorií.
- Automatické řazení fotek v albech podle:
  - Složek
  - Jména kolekce
  - Data vytvoření
- Automatické řazení alb podle:
  - Jména
  - Cesty
  - Data
  - Velikosti souborů
- Pusť a táhni podpora mezi digiKamem a ostatními KDE aplikacemi.
- Díky argchitektuře Kipi (rozšiřitelnost pluginy) je velmi snadno rozšiřitelný.
- Komentáře u jednotlivých fotek. Ty se zobrazí v náhledu fotky, spolu s velikostí souboru, a jinými informacemi.
- SQLite databáze k uložení informací každé položky…
- Čtyři velikosti náhledu:
  - Malý: 64×64
  - Střední: 100×100
  - Velký: 160×160
  - Velmi velký: 256×256
- Zobrazení údajů Exif
- Rychlý editor obrázků s klávesovými zkratkami, se základními vlastnostmi pro práci s fotkami, bez ztráty Exif informací. Možnosti:
  - Odstranění červených očí
  - Jasové / Kontrastové / Gamma korekce
  - Korekce odstínu / sytosti / svítivosti
  - Vyvážení barev
  - Prohození barev.
  - Normalizace / kompenzace / automatické úrovně / Stretch Contrast
  - Blur / Sharpen
  - Prohlížeč Exif informací
  - Prohlížeč histogramu
  - Převod do černobíla. (ČB + barevný filter, sépie, chemický tónový)
  - Ořezání dle poměru
  - Volné ořezání
  - Uložení do jiného obrazového formátu
  - Tisk obrázků
  - Odebrání obrázku z aktuálního alba
  - Editace komentáře k obrázku
  - Vlastnosti obrázku (velikost atd.)
  - Rotace
  - Otáčení
  - Přibližování
- Import obrázků z digitálního foťáku. Podporované akce:
  - Mazání obrázků
  - Nahrávání obrázků
  - Informace o foťáku
  - Automatické přejmenování během importování
  - Automatické otáčení během importování
- Podpora vzhledů pro hlavní GUI rozhraní

(ze stránky digiKamu)
11/2011 − Aktuální verze 2.3.0 si zaslouží vyzvednout funkci „lokální kontrast“ pro účinné rozšíření dynamického rozsahu fotografie.